# Ezzouhour (Tunis)
Ezzouhour (àrab: الزهور, az-Zuhūr, ‘les Flors') és una ciutat de Tunísia, situada 3 km a l'oest de Tunis, a la governació de Tunis. Està delimitada al nord pel Bardo i al sud per la sabkha de Sijoumi. La ciutat de Tunis queda a l'est. És la seu de la Cambra de diputats de Tunísia, abans Assemblea Nacional. És capçalera d'una delegació amb 42.350 habitants.

## Administració
Com a delegació o mutamadiyya, duu el codi geogràfic 11 62 (ISO 3166-2:TN-12) i està dividida en sis sectors o imades:
- Ezzouhour (11 62 51)
- Ezzouhour IV (11 62 52)
- Es-Säada (11 62 53)
- Es-Soumrane (11 62 54)
- Cité Tayarane (11 62 55)
- Bach-Hamba (11 62 56)

Al mateix temps, constitueix una de les circumscripcions o dàïres, amb codi geogràfic 11 11 20, de la municipalitat o baladiyya de Tunis (codi geogràfic 11 11).